# Rali

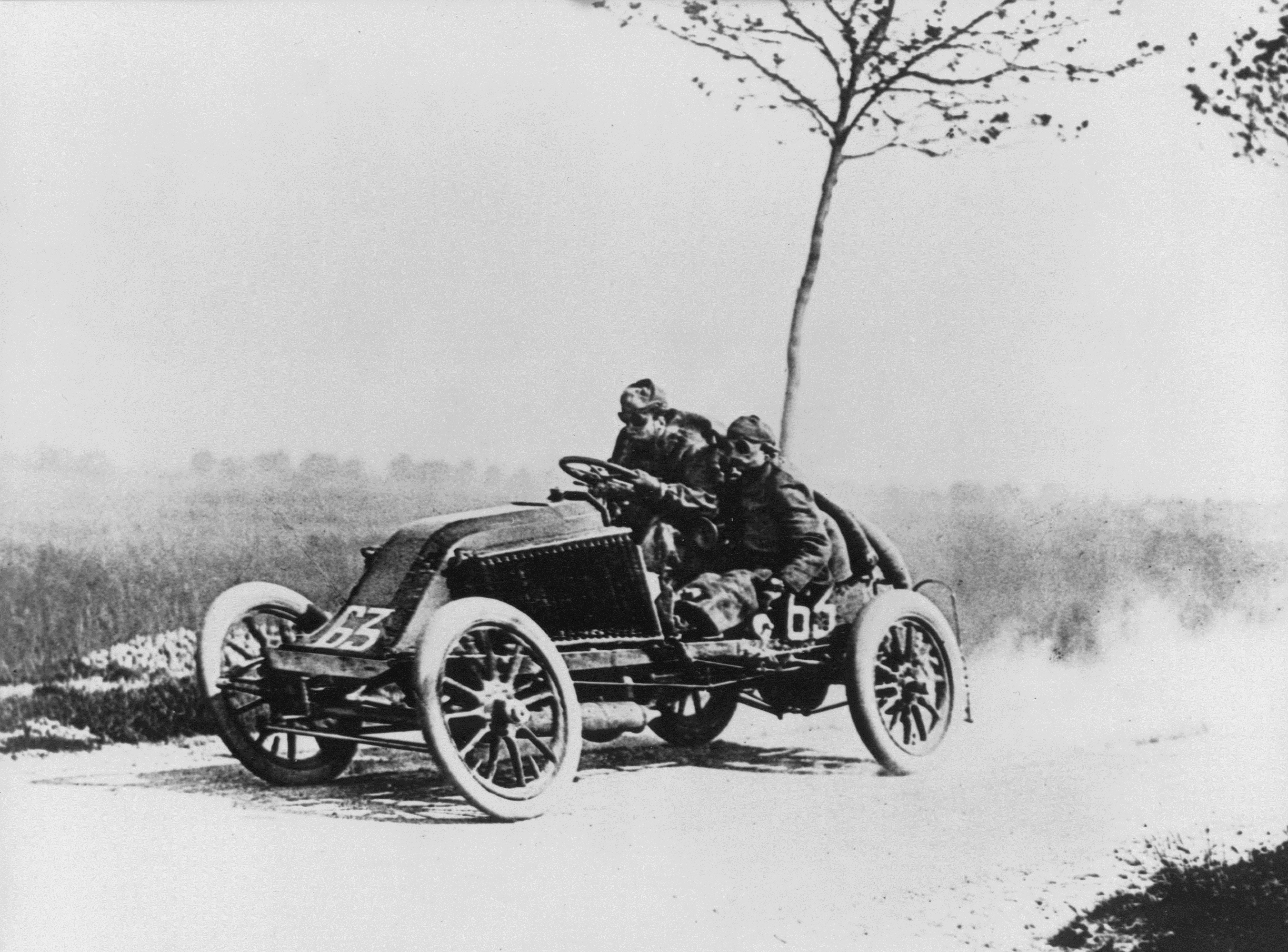
Marcel Renault durante um rali em 1903, o Rali Paris-Madrid

Rali (também conhecido como Rally ou Rallye) é uma forma de competição automobilística disputada em vias públicas ou privadas com veículos de produção modificados ou especiais como camionete, camiões, motos e automóveis convencionais. Este esporte se distingue por não ser disputado em autódromos, mas em um formato ponto a ponto no qual os participantes e seus copilotos (conhecidos também como navegadores) dirigem entre pontos de controle determinados (estágios), partindo em intervalos regulares a partir de um ou mais pontos de partida. Ralis podem ser vencidos por percorrer o trecho no menor tempo possível (rali de velocidade), por percorrer o trecho dos estágios mais próximo possível de um tempo predeterminado (rali de regularidade) ou por completar o número de voltas antes.

## Tipos de rali

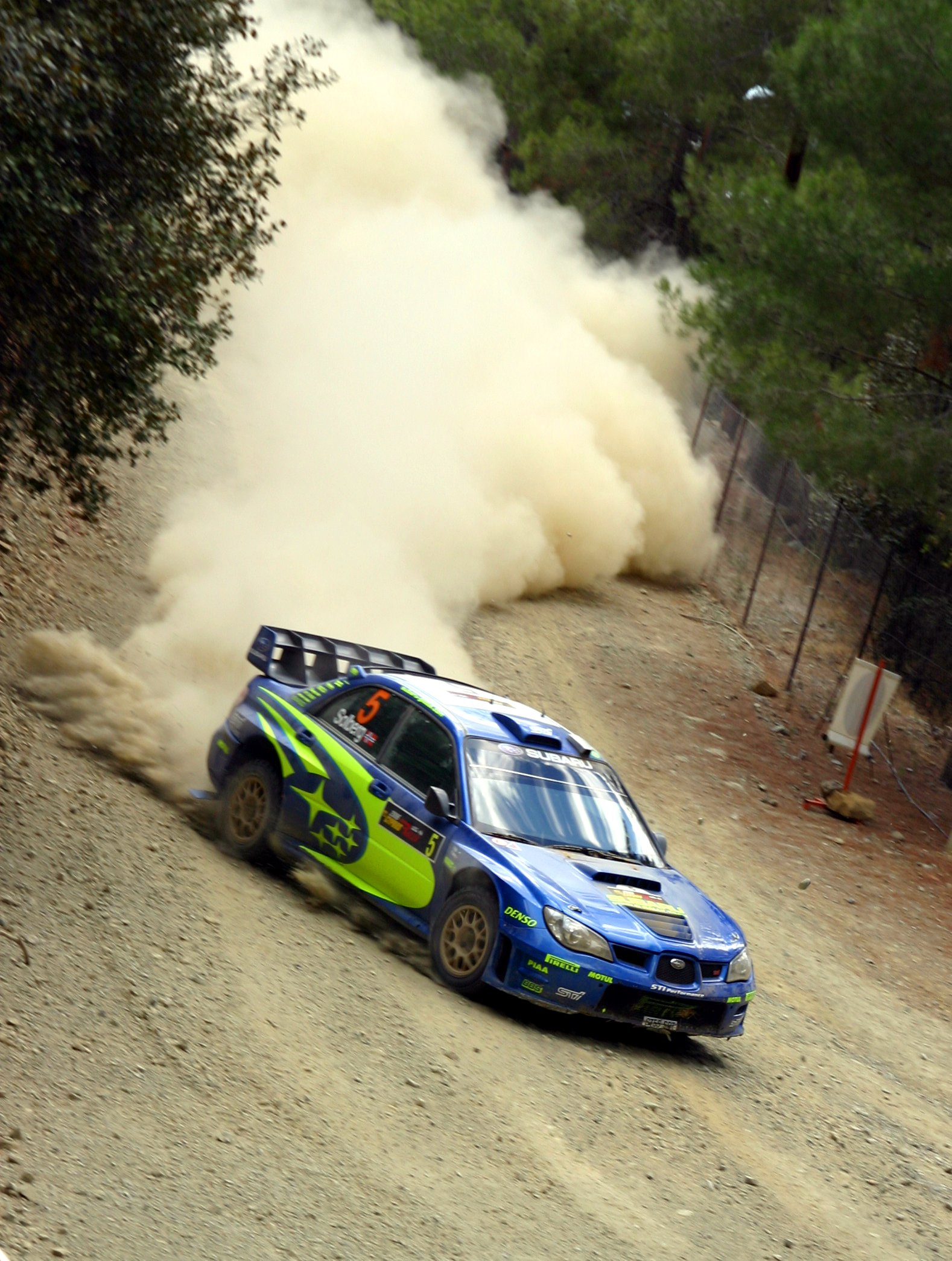
Petter Solberg em seu Subaru Impreza WRC no Rali do Chipre, em 2006

Existem dois tipos originais de rali: ralis por etapas (simplesmente conhecido como rali) e rali de regularidade. Desde a década de 1960 os ralis por etapas têm sido a forma profissional do desporto. Consistem em competições de velocidade em trechos de estrada fechados ao tráfego. Variam entre montanhosas estradas de asfalto a trechos em floresta; neve e gelo à areia do deserto, escolhidos para oferecer um desafio à equipa e avaliar o desempenho e fiabilidade do veículo.
A natureza imprevisível das etapas e o fato dos veículos serem semelhantes aos disponíveis no mercado, atraem grande interesse dos espectadores, especialmente na Europa, Ásia e Oceania.
Uma variante dos ralis é designada de Rali Sprint. Os ralis sprints são bem mais curtos que os ralis normais, geralmente consistindo até três etapas, não excedendo os 10 km. Devido à sua curta distância são bastante mais económicos e mais atractivos junto dos pilotos amadores.

### Rali de regularidade
Rali de regularidade (ou TSD Rally) é a forma original do desporto, disputada em rodovias abertas ao tráfego normal, no qual a ênfase não é a velocidade máxima mas a administração do tempo e navegação, além da fiabilidade do veículo, em geral percorrendo estradas difíceis e longas distâncias. Consistem nos dias de hoje geralmente em eventos amadores. O Rali Rota dos Vinhos Verdes é um dos ralis de regularidade.

### Rally raid
Outro tipo de rali é o rali de navegação, ou rally raid, como o Rali Dakar, uma prova na qual são dados os pontos de partida, chegada e alguns pontos de passagem obrigatórios (waypoints), tendo os pilotos de escolher o melhor trajecto para cumprir a prova. São disputados fora de pista, geralmente atravessando campo e deserto.

### Ralicross
Existe também a modalidade dentro do rali chamada "Ralicross" ou "Rallycross" que é uma corrida de circuito em terreno misto (terra e asfalto) em que os pilotos partem agrupados em seis por cada manga, dando três voltas à pista vencendo o piloto mais rápido. Nestes circuitos existe, a determinada altura, uma pequena variante ao percurso, mais lenta, que cada piloto terá de passar uma vez, ficando a seu cargo quando a efectuar (a chamada Joker lap).

### Trial
Muitos dos primeiros ralis eram chamados de trials, e alguns ainda o são, apesar do termo ser utilizado atualmente para descrever uma forma de desporto motorizado que consiste em subir um morro íngreme e escorregadio o mais rápido possível. Actualmente são disputados por veículos todo-terreno modificados.

## Campeonatos de rali
O principal campeonato de rali é o Campeonato Mundial de Rali (WRC), mas também muitos países têm os seus próprios campeonatos nacionais como X Games nos EUA, Campeonato Brasileiro de Rally (CBR) no Brasil, ou o Campeonato Nacional de Ralis em Portugal. A competição internacional mais antiga é o Campeonato Europeu de Rali.